# Crash Team Racing
Crash Team Racing (förkortat CTR) är ett racingspel som är utvecklat av Naughty Dog för Playstation. Spelet släpptes den 20 oktober 1999 i Europa.